# Черниговское высшее военное авиационное училище лётчиков

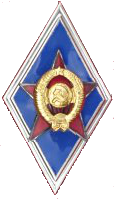
Нагрудный знак ВС СССР за окончание военно-учебного заведения — высших военных училищ и военных институтов.

Черниговское высшее военное авиационное училище лётчиков имени Ленинского комсомола (ЧВВАУЛ, укр. Чернігівське вище військове авіаційне училище льотчиків імені Ленінського Комсомолу) — лётное училище (с 1 октября 1959 года — ВУЗ), производившее подготовку лётчиков для истребительной авиации ВВС СССР. Расформировано в 1995 году.

## Аэродромы училища
Лётная подготовка проводилась в учебных авиационных полках (УАП) училища на аэродромах расположенных в населённых пунктах:
Чернигов, Городня, Добрянка, Конотоп, Малейки, Свесса (Первомайское), Климово, Умань, Ивангород.

## Матчасть училища
В разные годы в училище производилась подготовка лётчиков-истребителей на следующих типах самолётов: У-2(По-2), И-15бис, И-16, Як-1, Як-7Б, Як-11, Як-18, Л-29, МиГ-15, МиГ-17, Л-39, МиГ-21, МиГ-23.

## История училища

### Черниговская военная авиационная школа пилотов
По приказу наркома обороны от 6 ноября 1940 года началось формирование Черниговской военной авиационной школы пилотов (ЧВАШП). Начальником школы был назначен полковник Курдубов Федор Григорьевич., имевший к тому времени солидный опыт работы в ВУЗах. Военным комиссаром был назначен Зеленцов В.И., начальником штаба капитан Воронин Константин Маратович. Укомплектование школы постоянным составом было в основном закончено к 1 января 1941 года. Переменный состав – курсанты, отбираемые в аэроклубах стали прибывать с 5 февраля 1941 года.
По первоначальному штату школа состояла из пяти авиационных эскадрилий и имела самолетов: У-2 – 80 шт., И-15 БИС – 80 шт. Размещались авиаэскадрильи на полевых аэродромах близлежащих сел Чернигова: Количевка, Певцы, Осняки, Юрьевка и Халявино. В самом Чернигове школа размещалась в так называемых красных казармах, которые раньше занимала кавалерийская часть. Учебный корпус имел 28 классов. В апреле летный состав приступил к полетам на самолетах И-15 БИС, а затем начались и первые учебные полеты с курсантами на самолетах У-2.

### Великая Отечественная война
С самого начала войны авиашкола приняла участие в боевых действиях. Из личного состава школы в начальный период Великой Отечественной войны было сформировано и отправлено в действующую армию три авиаполка и три отдельных авиаэскадрильи на самолётах И-15бис, И-16, У-2, всего 1285 человек.
В июле 1941 года ЧВАШП была эвакуирована в город Зерноград Ростовской области и объединилась там с Фастовской авиашколой, получив название Зерноградской. Приказом Наркома Обороны от 21 октября 1941 года ей было возвращено прежнее название: Черниговская военная авиационная школа пилотов. В конце ноября 1941 года Черниговская военная авиашкола была вместе с семьями офицеров эвакуирована в Туркмению в городах Кизыл-Арват и Казанджик. Самолёты У-2, УТ-2, И-16, УТИ-4 были направлены по маршруту Зерноград—Сальск—Будённовск—Грозный—Махачкала, остальное имущество, а также личный состав были перевезены эшелонами в Махачалу, где автомашины, имущество и личный состав были на паромах через Каспийское море переправлены в Красноводск и затем железной дорогой доставлены в Кизыл-Арват. Часть личного состава и семей военнослужащих были отправлены железной дорогой по маршруту Зерноград—Сталинград—Уральск—Актюбинск—Аральск—Кзыл-Орда—Чимкент—Ташкент—Самарканд—Бухара—Мары—Ашхабад—Кизыл-Арват. Штаб ЧВАШП, 1-я и 3-я авиаэскадрильи были расположены в Кизыл-Арвате на двух аэродромах, а 2-я, 4-я и 5-я авиаэскадрильи — в населённых пунктах Казанджик, Егер-Бугаз и Кара-Бугаз соответственно.
С февраля 1942 года начался новый этап в учебно-боевой подготовке. Курсантов начали учить на новейших самолётах Як-1 и Як-7б. Полёты проводились в очень сложных условиях: температура летом достигала +50 °С и выше, поэтому полёты начинались с восходом солнца, прекращались в 11-12 часов и возобновлялись в 17 часов. В таких условиях школа готовила лётные кадры до марта 1944 года. С продвижением наших войск на запад, в марте 1944 ЧВАШП перебазировалась на Кубань, в станицу Ленинградскую. За годы войны в ЧВАШП было подготовлено 2230 лётчиков-истребителей. 18 выпускников удостоены звания Героя Советского Союза, из них 14 получили это звание за боевые заслуги в период Великой Отечественной войны, а четверо - уже в послевоенный период..

### Послевоенное время
В сентябре 1945 года авиашкола была преобразована в Черниговское военное авиационное училище. В июле 1946 года училище было расформировано. Решением правительства было создано несколько новых военных учебных заведений, в том числе и 57-е военное авиационное училище лётчиков ВВС. Местом дислокации были определены города Чернигов и Городня. Начало формирования училища положила директива ГШ СА от 15 февраля 1951 года.
18 марта 1951 года из Киева прибыла первая колонна автомашин для формирования базы тыла нового училища. Начался капитальный ремонт казарм и подготовка зданий для учебно-лётного отделения (УЛО). Училище возглавил дважды Герой Советского Союза полковник Михаил Васильевич Кузнецов, его заместителем  по летной подготовке был назначен Герой Советского Союза полковник Наумчик Николай Кузьмич. 12 мая 1951 года на аэродроме в Чернигове приземлился первый самолёт ЯК-18, пилотируемый летчиком-инструктором Алексеем Михайловичем Бондаренко. С этого момента начался период укомплектования учебных полков авиационной техникой. Уже к июлю 1951 года в училище имелось 22 самолёта ЯК-18, 30 самолётов ЯК-11, 6 самолётов ПО-2 и один ЛИ-2. Самолёты, как правило, прибывали железнодорожным транспортом. На аэродроме Певцы в 701 УАП в июле начались полеты с летным составом на самолетах ЯК-18. 2 сентября 1951 года 263 курсанта первого набора приступили к изучению теоретических дисциплин.
16 марта 1952 года с аэродрома Малейки был выполнен первый полёт на реактивном самолёте МиГ-15. Пилотировали самолёт подполковник Л. Е. Сопельниченко и полковник М. В. Кузнецов. А уже в 1953 году состоялся первый выпуск лётчиков на МиГ-15. В 1957 году начальником училища стал Герой Советского Союза генерал-майор авиации Николай Федорович Кузнецов, впоследствии начальник Центра подготовки космонавтов. Один выпуск следовал за другим. С 1953 года по 1959 год, работая по программе среднего, училище произвело десять выпусков и дало стране тысячи высококвалифицированных лётчиков-истребителей.
С 1 октября 1959 года, в соответствии с приказом Министра обороны СССР от 23 мая 1959 года и директивы Главного штаба ВВС от 20 июля 1959 года, училище преобразовывается в Черниговское высшее военное авиационное училище лётчиков с четырёхгодичным сроком обучения. Первый выпуск лётчиков-инженеров ЧВВАУЛ состоялся в 1963 году. В этом же году училищу была поставлена задача освоить реактивный самолёт чехословацкого производства Л-29 и одновременно с этим начать переучивание на самолёт МиГ-21. В октябре 1968 года Черниговскому училищу было присвоено имя Ленинского комсомола.
В 1973 году лётный и курсантский состав приступил к переучиванию на новый учебный самолёт Л-39. Училище первым приступило к полётам на самолётах Л-29, первым и на Л-39. В ЧВВАУЛ впервые ВВС приступили к обучению курсантов на самолётах МиГ-23 в 1977 году.
Брежневские времена (1964—1982) были годами расцвета ВВС и ЧВВАУЛ в частности, училище подготовило тысячи лётчиков-инженеров для истребительной авиации.

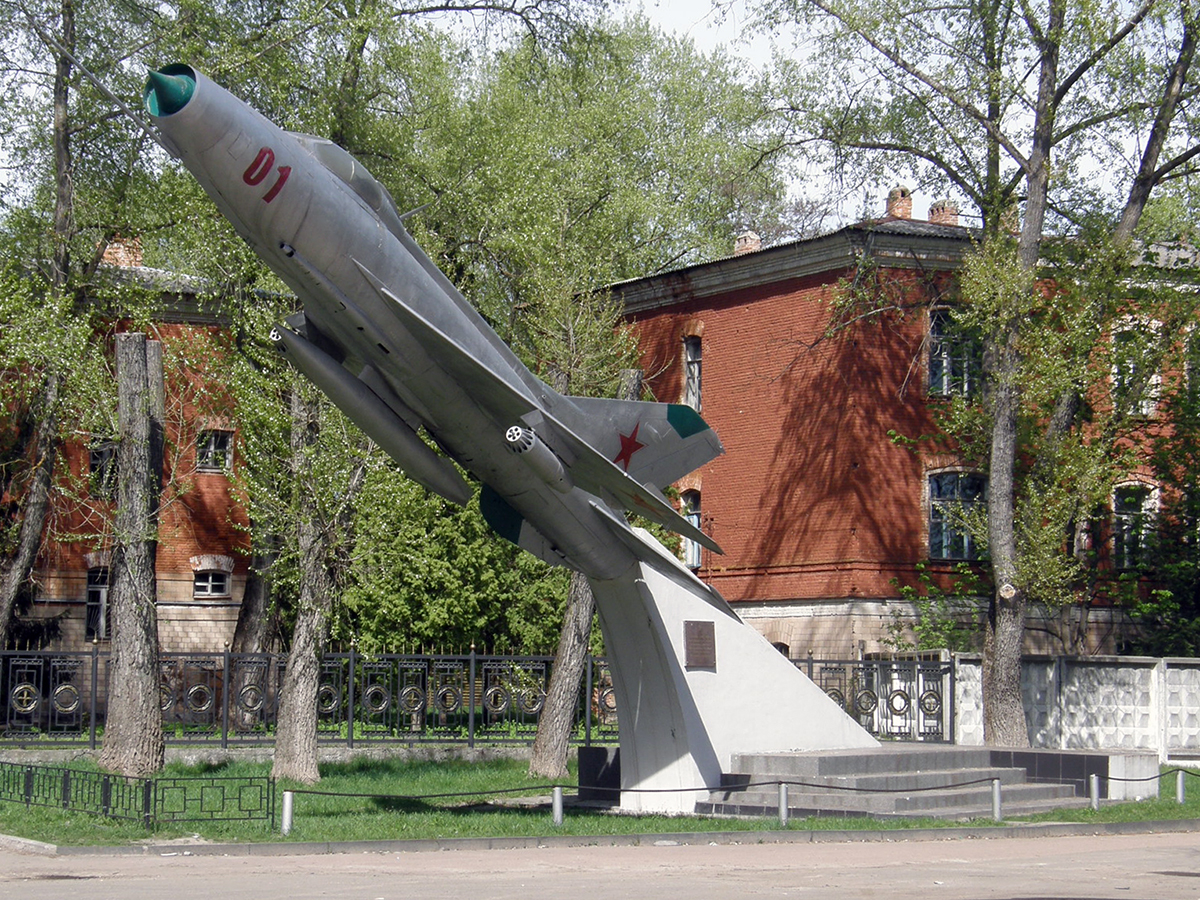
Памятник-самолёт МиГ-21Ф перед училищем.

В 1988 году обучение на самолёте МиГ-23 было прекращено, а в 1990 году был произведён последний выпуск на МиГ-21, и училище перешло на принципиально новую систему лётной подготовки. Раньше курсант за три-четыре лётных курса осваивал три-четыре типа (Л-29, МиГ-15, МиГ-17, МиГ-21). Подготовка по сложным видам проводилась уже в боевых полках. Выпуски 1991-93 годов обучались только на самолётах Л-39, но по сложным программам нового КУЛП УС ИА-90. Курсанты выполняли самостоятельные полёты на высший пилотаж, на сложный пилотаж парой, на боевое маневрирование парой, на сложный пилотаж на малых высотах, на воздушный бой пары на пару, на перехват воздушный целей звеном, на боевое маневрирование парой с отработкой оборонительно-наступательных манёвров типа «Узел 1», «Узел 2», «Крюк», «Вилка», «Угол», «Ракушка» и другие, на стрельбу НАР по наземным целям в составе до звена со сложных видов манёвра, на посадку парой. Также получали допуска днём при УМП 200×2 (установленный минимум погоды) и ночью в СМУ 400×4 (сложные метеоусловия). Кроме того, курсанты регулярно участвовали в ежегодных дневных и ночных ЛТУ (лётно-тактические учения), проводимых в масштабе училища (в учениях были одновременно задействованы все точки училища), к примеру, на ЛТУ в июле 1990 года в воздушной зоне аэродромов Певцы-Городня-Добрянка было зафиксировано одновременное нахождение более 50 ЛА различных типов. Выпускник ЧВВАУЛ 1991-92 года по уровню подготовки соответствовал уровню военного лётчика 2-го (ВВС) класса.

### Расформирование
Осенью 1995 года училище было расформировано. Училище расформировано приказом МО Украины с 1 декабря 1995 года.

## Известные выпускники
| - Аверьянов, Валентин Григорьевич - Антонович, Олег Васильевич - Барсуков, Василий Николаевич - Бойцов, Аркадий Сергеевич - Бохонко, Иван Иванович - Галуненко, Александр Васильевич - Гордиенко, Владимир Гаврилович - Егоров, Николай Сергеевич - Жигуленков, Борис Васильевич - Жуков, Степан Иванович - Зюзин, Пётр Дмитриевич - Иевский, Анатолий Алексеевич - Исаев, Василий Васильевич - Иванишин, Анатолий Алексеевич — лётчик-космонавт Российской Федерации, Герой Российской Федерации - Каденюк, Леонид Константинович — первый космонавт независимой Украины, Герой Украины - Калёнов, Николай Акимович — лётчик, Герой Советского Союза - Кизим, Леонид Денисович — космонавт, дважды Герой Советского Союза - Киселёв, Иван Михайлович - Климук, Пётр Ильич — космонавт, дважды Герой Советского Союза - Корнуков, Анатолий Михайлович - Кот, Виктор Севастьянович - Левченко, Анатолий Семёнович — космонавт, Герой Советского Союза - Меншутин, Евгений Петрович - Мирошниченко, Игорь Владимирович — Заслуженный военный лётчик Российской Федерации - Николаев, Андриан Григорьевич — космонавт № 3, дважды Герой Советского Союза | - Осыковый, Николай Михайлович - Пелих, Александр Петрович - Петруша, Вячеслав Станиславович - Пещенко, Андрей Семёнович - Попков, Борис Захарович - Попов, Леонид Иванович — космонавт, дважды Герой Советского Союза - Раевский, Александр Михайлович - Романенко, Роман Юрьевич — космонавт, Герой Российской Федерации, сын дважды Героя Советского Союза космонавта Юрия Романенко - Романенко, Юрий Викторович — космонавт, дважды Герой Советского Союза - Рубан, Пётр Васильевич - Рогожин, Василий Александрович - Рябцев, Михаил Евсеевич - Самокутяев, Александр Михайлович — космонавт, Герой Российской Федерации, командир Союз ТМА-21 «Юрий Гагарин» - Собина, Василий Васильевич - Соловьёв, Анатолий Яковлевич — космонавт, Герой Советского Союза (пять полётов в космос) - Старыш, Анатолий Трофимович — генерал-майор, заместитель командующего Сил воздушной обороны Вооружённых сил Казахстана - Стельмах, Евгений Михайлович - Сутягин, Николай Васильевич - Титов, Владимир Георгиевич — космонавт, Герой Советского Союза - Тихонов, Виктор Павлович - Улитин, Иван Семенович - Цой, Олег Григорьевич - Чернец, Иван Арсентьевич - Чобану, Степан Иванович — Герой Украины(посмертно) |

### Космонавты
1. Николаев Андриян Григорьевич, советский космонавт, дважды Герой Советского Союза (1962г., 1970г.),   генерал-майор. 1951 - 1952 г. - один курс нашего 57 ВВАУЛ, после окончания первого курса перевелся во Фрунзенское ВАУЛ, которое окончил в 1954 г.. Совершил два космических полёта: с 11 по 15 августа 1962 г.  на корабле «Восток-3», выполнив 64 витка вокруг Земли, с 1 по 19 июня 1970 г. в качестве командира КК «Союз-9».
2. Кизим Леонид Денисович, советский космонавт, дважды Герой Советского Союза (1980г., 1984г.), генерал-полковник. Закончил Черниговское ВВАУЛ в 1963 г. Совершил три полета в космос в качестве командира космического корабля и орбитальной станции. 1 полет - 27 ноября - 10 декабря 1980 г. в качестве командира экипажа КК «Союз Т-3» и ДОС «Салют-6». 2 полет – 8 февраля - 4 октября 1984 г. в качестве командира КК «Союз Т-10» и ДОС «Салют-7». 3 полет - 13 марта - 16 июля 1986 г. в качестве командира КК «Союз Т-15».
3. Климук Пётр Ильич, советский космонавт,  дважды Герой Советского Союза (1973г., 1975г.), генерал-полковник.  1964 г. - окончил Черниговское ВВАУЛ с отличием.   Совершил три космических полёта в качестве командира экипажа. Первый космический полёт совершил с 18 по 26 декабря 1973 г. на КК «Союз-13». Свой второй полёт в космос совершил с 24 мая по 26 июля 1975 г.  на КК «Союз-18-2». Третий полёт в космос совершил с 27 июня по 5 июля 1978 г. на КК «Союз-30». С сентября 1991 г. по сентябрь 2003 г.  руководил Центром подготовки космонавтов имени Ю.А.Гагарина.
4. Левченко Анатолий Семенович, советский космонавт, Герой Советского Союза (1987г.). В 1964 г. закончил Черниговское ВВАУЛ. Космический полет совершил с 21 по 29 декабря 1987 г. в качестве космонавта-исследователя на кораблях «Союз ТМ-4» (старт с В.Титовым и М.Манаровым) и «Союз ТМ-3» (посадка с Ю.Романенко и А.Александровым) и ОК «Мир».
5. Романенко Юрий Викторович, советский космонавт, дважды Герой Советского Союза (1978г., 1980г.), полковник. 1966 г. - окончил Черниговское ВВАУЛ с отличием. Первый космический полёт совершил с 10 декабря 1977 по 16 марта 1978 г. в качестве командира КК «Союз-26». Второй полет – 18-26 сентября 1980 г. в качестве командира КК «Союз-38». Третий полет – 5 февраля - 29 декабря 1987 г. в качестве командира КК «Союз ТМ-2».
6. Попов Леонид Иванович, советский космонавт,  дважды Герой Советского Союза (1980г., 1981г.), генерал-майор. В 1968 г. окончил Черниговское ВВАУЛ. Совершил три полёта в космос в качестве командира корабля и пилотируемых орбитальных комплексов. Первый полёт — с 9 апреля по 11 октября 1980 г. на КК «Союз-35» и ОС «Салют-6». Второй полет с 14 по 22 мая 1981 г. на КК «Союз-40». Третий космический полёт выполнил с 19 по 27 августа 1982 г. на КК «Союз Т-7».
7. Титов Владимир Георгиевич,  советский космонавт, Герой Советского Союза (1988г.), полковник. 1970 г. - окончил Черниговское ВВАУЛ. Совершил 4 космических полета. 1-й полет - 20-22 апреля 1983 г. в качестве командира КК «Союз Т-8». 2-й полет - 21 декабря 1987 г. - 21 декабря 1988 г. в качестве командира КК «Союз ТМ-4».  3-й полет - 3-11 февраля 1995 г. в качестве специалиста полета шаттла «Дискавери».  4-й полет - 26 сентября - 7 октября 1997 г. в качестве специалиста полета на МТКК «Атлантис» STS-86 и ОК «Мир».
8. Каденюк Леонид Константинович, первый космонавт независимой Украины, Герой Украины (1999г.), лётчик-испытатель, генерал-майор ВВС Украины. В 1971 г. закончил Черниговское ВВАУЛ. 19 ноября — 5 декабря  1997 г. совершил краткосрочный (15 суток 16 часов) космический полёт в качестве экспериментатора на американском космическом корабле-шаттле «Колумбия» (STS-87).
9. Соловьев Анатолий Яковлевич, российский космонавт, Герой Советского Союза (1988г.), полковник. В 1972 г. закончил Черниговское ВВАУЛ. 1-й полет - 7-17 июня 1988 г. в качестве командира корабля «Союз ТМ-5». 2-й полет - 11 февраля - 9 августа 1990 г. в качестве командира КК «Союз ТМ-9» и ОК «Мир». 3-й полет – 27 июля 1992 г. - 1 февраля 1993 г. на КК «Союз ТМ-15» и ОК «Мир». 4-й полет - 27 июня - 11 сентября 1995 г. в качестве командира ЭО-19 на ОК «Мир». 5-й полет - 5 августа 1997 г. - 19 февраля 1998 г. в качестве командира КК «Союз ТМ-26» и ОК «Мир».
10. Иванишин Анатолий Алексеевич, космонавт-испытатель отряда космонавтов Роскосмоса, полковник ВВС запаса. 1991 г. – окончил Черниговское ВВАУЛ с золотой медалью. Совершил три космических полёта. Первый полёт на транспортном пилотируемом корабле «Союз ТМА-22» в ноябре 2011 — апреле 2012 года к Международной космической станции.. Участник основных космических экспедиций МКС-29/МКС-30. Продолжительность первого полёта составила более 165 суток. Второй полёт — в июле-октябре 2016 года командиром ТПК «Союз МС-01» и бортинженером экипажа МКС-48/49 основных космических экспедиций. Продолжительность второго полёта свыше 115 суток. Третий полёт, продолжительностью 196 суток, совершил в апреле-октябре 2020 года в качестве командира экипажа ТПК «Союз МС-16» и бортинженера экипажа Международной космической станции по программе основных космических экспедиций МКС-62-63. Общая продолжительность пребывания в космосе составила более 476 суток.
11. Романенко Роман Юрьевич, космонавт-испытатель отряда, командир группы отряда космонавтов Роскосмоса, полковник ВВС РФ.  1992 г. – окончил Черниговское ВВАУЛ. 1-й полет 27 мая 2009 г. - 01 декабря   2009 г. в качестве командира ТПК «Союз ТМА-15» и бортинженера на МКС, 2 полет – с 19 декабря 2012 г. по 14 мая 2013 г. в качестве командира ТПК «Союз ТМА-07М» и бортинженером МКС-34/35. Во время второго полета совершил выход в открытый космос длительностью: 6 часов 37 минут.
12. Самокутяев Александр Михайлович, космонавт-испытатель отряда космонавтов Роскосмоса, полковник ВВС РФ. 1992 г. – окончил Черниговское ВВАУЛ. 1-й полет – с 05 апреля 2011 г. по 16 сентября 2011 г. в качестве командира ТПК «Союз ТМА-21» ("Гагарин") и бортинженера на МКС, продолжительность полета составила 164 суток. 2-й полет - с 26 сентября 2014 г. по 12 марта 2015 г. в качестве командира космического корабля ТМА-14М, продолжительность полета составила 167 суток.
13. Шкаплеров Антон Николаевич, командир группы отряда космонавтов Роскосмоса, полковник ВВС РФ. С 1989 по 1992 год  – учился в Черниговском ВВАУЛ, в 1994 году окончил с отличием Качинское ВВАУЛ. 1-й полет – с 14 ноября 2011 года  по 28 апреля 2012 года в составе  29/30-й длительной экспедиции на МКС в качестве командира корабля «Союз ТМА-22» и бортинженера МКС. Второй раз стартовал 24 ноября 2014 г. в качестве командира космического корабля "Союз ТМА-15М». Полёт завершён 11 июня 2015 года. Третий раз стартовал 17 декабря 2017 г. в качестве командира космического корабля «Союз МС-07». Полёт завершён 3 июня 2018 года.